# Manfredas Lukjančukas
Manfredas Lukjančukas (Vilnius, Lituania, 13 de noviembre de 1991) es un árbitro de fútbol  lituano quién también es árbitro FIFA desde 2017.

## Trayectoria
Fue el árbitro principal de la final de la ronda preliminar jugada al estilo final a 4 de la Liga de Campeones de la UEFA 2018-19 entre Lincoln Red Imps y Drita (1–4) jugada en Gibraltar.